# Календар бахаї
Як і багато світових релігій, Віра Бахаї має свій особливий календар. Він був введений Бабом, Предтечею Бахаулли, і відомий нині як календар Баді, або календар бахаї. Згідно з цим календарем, день — це період часу між двома наступними один за одним заходами сонця. В Байані Баб зробив місяць Ала місяцем Посту. Він вказав, що день Навруза знаменує закінчення цього періоду, і оголосив Навруз Днем Божим. Бахаулла затвердив календар Баді, в якому Навруз позначений як свято.
Навруз — перший день нового року. Він припадає на весняне рівнодення в північній півкулі, яке зазвичай відбувається 21 березня. Бахаулли пояснює, що свято це має відзначатися в той день, коли сонце переходить в сузір'я Овна (тобто під час весняного рівнодення), навіть якщо це відбувається всього за хвилину до заходу сонця. Таким чином, Навруз може випасти на 20, 21 або 22 березня, в залежності від настання рівнодення.
Право уточнювати багато з його приписів Бахаулли передав Всесвітнього Дому Справедливості. Серед них і деякі питання, що стосуються календаря бахаї. Хранитель Віри Бахаї говорив, що для введення міжнародного закону про час святкування Навруза необхідно встановити місце на земній поверхні, яке служило б еталоном для визначення моменту настання весняного рівнодення. Він також вказав, що вибрати таке місце доручено Всесвітнього Дому Справедливості.
Календар Баді ґрунтується на сонячному році в 365 днів, 5 дів і 50 додаткових хвилин. Рік складається з 19 місяців по 19 днів кожен (тобто всього 361 день) з додаванням чотирьох (у високосний рік — п'яти) днів. Баб не визначив точного місця вставних днів в новому календарі. В Китаб-і-Агдас це питання вирішується шляхом закріплення за днями, що «залишилися», постійного календарного місця безпосередньо перед місяцем Ала, періодом Посту.
Тиждень бахаї семиденний, вихідний — п'ятниця. Виділяються також дев'ятнадцятирічні цикли, в яких кожен рік має свою назву. Період в 361 рік (19x19 років) називається Кулл-і Шай '(ар. «все суще»).

## Місяці бахаї
| Арабська назва | Український переклад | Григоріанські дати                    |
| -------------- | -------------------- | ------------------------------------- |
| Бахā           | Пишність             | 21 березня — 8 квітня                 |
| Джалāл         | Слава                | 9 квітня — 27 квітня                  |
| Джамāл         | Краса                | 28 квітня — 16 травня                 |
| Аз̣амат         | Велич                | 17 травня — 4 червня                  |
| Нӯр            | Світло               | 5 червня — 23 червня                  |
| Рах̣мат         | Милість              | 24 червня — 12 липня                  |
| Калімāт        | Слова                | 13 липня — 31 липня                   |
| Камāл          | Досконалість         | 1 серпня — 19 серпня                  |
| Асмā           | Імена                | 20 серпня — 7 вересня                 |
| Іззат          | Міць                 | 8 вересня — 26 вересня                |
| Машӣййат       | Воля                 | 27 вересня — 15 жовтня                |
| Ільм           | Знання               | 16 жовтня — 3 листопада               |
| К̣удрат         | Могутність           | 4 листопада — 22 листопада            |
| К̣аул           | Мова                 | 23 листопада — 11 грудня              |
| Масā'їль       | Питання              | 12 грудня — 30 грудня                 |
| Шараф          | Честь                | 31 грудня — 18 січня                  |
| Султ̣ан         | Володарювання        | 19 січня — 6 лютого                   |
| Мульк          | Панування            | 7 лютого — 25 лютого                  |
| Аййāм-і Хā     | Вставні дні          | 26 лютого — 1 березня                 |
| ‘Алā’          | Пагорб               | 2 березня — 20 березня (місяць Посту) |

## Святі Дні бахаї
| Назва                     | Григоріанські дати | Робота припиняється |
| ------------------------- | ------------------ | ------------------- |
| Нау-Рӯз (Новий рік бахаї) | 21 березня         | Так                 |
| Перший день Рід̣вāна       | 21 квітня          | Так                 |
| Дев'ятий день Рід̣вāна     | 29 квітня          | Так                 |
| Дванадцятий день Рід̣вāна  | 2 травня           | Так                 |
| Декларація Баба           | 23 травня          | Так                 |
| Вознесіння Бахаулли       | 29 травня          | Так                 |
| Мученицька смерть Баба    | 9 липня            | Так                 |
| День народження Баба      | 20 жовтня          | Так                 |
| День народження Бахаулли  | 12 листопада       | Так                 |
| День Заповіту             | 26 листопада       | Ні                  |
| Вознесіння Абдул-Баха     | 28 листопада       | Ні                  |

## Тиждень бахаї
| Арабська назва | Український переклад | День тижня |
| -------------- | -------------------- | ---------- |
| Джалāль        | Слава                | субота     |
| Джамāль        | Краса                | неділя     |
| Камāль         | Досконалість         | понеділок  |
| Фід̣āль         | Благодать            | вівторок   |
| 'Ідāль         | Справедливість       | середа     |
| Істіджлāль     | Велич                | четвер     |
| Істік̣лāль      | Незалежність         | п'ятниця   |

## Вāх̣ід і Кулл-і Шай
У календарі бахаї також існують 19-річні цикли, звані «Вāх̣ід», та 361-річні (19x19) цикли, звані Кулл-і Шай (буквально «все суще»). Дев'ятий Вāх̣ід перший Кулл-і Шай почався в 1996 році. Другий Кулл-і Шай почнеться 21 березня 2205 р. (Літочислення ведеться від 1844 року.)
Назви років у Вāх̣ідах:
| №  | Арабська назва | Український переклад |
| -- | -------------- | -------------------- |
| 1  | Аліф           | А                    |
| 2  | Бā'            | Б                    |
| 3  | Аб             | Батько               |
| 4  | Дāль           | Д                    |
| 5  | Бāб            | Врата                |
| 6  | Вāв            | В                    |
| 7  | Абад           | Вічність             |
| 8  | Джāд           | Щедрість             |
| 9  | Бахā'          | Пишність             |
| 10 | Х̣убб           | Любов                |
| 11 | Баххāдж        | Чудовий              |
| 12 | Джавāб         | Відповідь            |
| 13 | Ах̣ад           | Єдиний               |
| 14 | Ваххāб         | Рясний               |
| 15 | Відāд          | Прихильність         |
| 16 | \| Початок     |                      |
| 17 | Бахӣ           | Променистий          |
| 18 | Абхā           | Найблизкучиший       |
| 19 | Вāх̣ід          | Єдність              |